# サトケンの買って!?ちょ〜だい!
サトケンの買って!?ちょ〜だい!（さとけんのかってちょ〜だい）は、2011年7月からKBCラジオ（九州朝日放送）制作で全国放送されているラジオ番組。

## 番組概要
佐藤健一（愛称・サトケン。通信販売番組を自身で制作、当番組に出演）と有阪幸代（愛称・サッチ。当番組以外にもラジオショッピング出演多数）が、新しいスタイルで放送するラジオショッピング情報番組。
ネットワークはAMやFM、系列などを越えた各局で放送されており、青森県・東海地方・近畿地方など地域によっては複数の放送局で放送されている場合がある。

## 放送時間
- 九州朝日放送 - 毎週日曜日 7:30 - 7:45

ネット局
- アール・エフ・ラジオ日本 - 毎週土曜日 6:45 - 7:00
- 岐阜放送 - 毎週土曜日 7:35 - 7:50
- 栃木放送 - 毎週土曜日 8:30 - 8:45
- 青森放送 - 毎週土曜日 8:45 - 9:00・毎週日曜日 8:00 - 8:15
- 南日本放送 - 毎週土曜日 10:25 - 10:40
- MBSラジオ - 毎週土曜日 13:15 - 13:30 → 毎週土曜日 17:45 - 17:59（中断期間あり）→毎週金曜日 5:30 - 5:45[1]
- 中国放送 - 毎週日曜日 6:20 - 6:35
- ラジオ大阪 - 毎週土曜日 6:30 - 6:45・毎週日曜日 7:00 - 7:15
- CBCラジオ - 毎週日曜日 7:30 - 7:45
- 熊本放送 - 毎週日曜日 7:40 - 7:55
- 新潟放送 - 毎週土曜日 7:00 - 7:15[2]
- レディオキューブ FM三重 - 毎週日曜日 8:00 - 8:15
- 東海ラジオ - 毎週土曜日11:40 - 11:55（『アンダーポイントのまっぴるま!』に内包）、 毎週日曜日 10:30 - 10:45（単独枠）、このほか『安蒜豊三 きょうもよろしく』の枠内でも不定期に放送。
- RSK山陽放送 - 毎週土曜日 5:45 - 6:00・毎週日曜日 6:30 - 6:45
- α-station - 毎週土曜日 6:15 - 6:30
- 山形放送 - 毎週日曜日 6:30 - 6:45
- Date FM - 毎週金曜日 11:30 - 11:45
- エフエム青森 - 毎週土曜日 9:30 - 9:45
- 広島エフエム放送 - 毎週金曜日 6:15 - 6:30（『ONE MORNING FRIDAY』に内包、また当番組と放送時間が被る『LOVE & HOPE 〜ヒューマン・ケア・プロジェクト〜』は金曜日に限り5:50 - 5:54に先行放送する）

過去のネット局
- 北日本放送 - 毎週土曜日 7:30 - 7:45
- 北海道放送 - 毎週土曜日 7:45 - 8:00、2022年9月24日終了
- ラジオ関西 - 毎週木曜日 6:00 - 6:15、毎週土曜日 6:15 - 6:30